# (118194) Sabinagarroni
(118194) Sabinagarroni est un astéroïde de la ceinture principale.

## Description
(118194) Sabinagarroni est un astéroïde de la ceinture principale. Il fut découvert le 30 septembre 1994 à Farra d'Isonzo par l'Observatoire astronomique de Farra d'Isonzo. Il présente une orbite caractérisée par un demi-grand axe de 2,39 UA, une excentricité de 0,16 et une inclinaison de 5,0° par rapport à l'écliptique.

## Compléments